# Вртешка
Вртешка (мак. Въртешка) — село у Північній Македонії, яке входить до общини Карбинці, що в Східному регіоні країни.
Громада складається з 6 осіб (перепис 2002):і всі македонці. Село розкинулося в низинній місцевості (середні висоти — 1120 метрів), яку македонці називають Овче поле.